# Крюково (Порховский район)
Крюково — деревня в Порховском районе Псковской области. Входит в состав сельского поселения «Славковская волость».
Расположена в западной части района, в 1 км к западу от волостного центра, села Славковичи, на противоположном от него левом берегу реки Черёха, и в 42 км юго-западнее от районного центра, города Порхов.

## Население
Численность населения деревни на 2000 год составляла 51 житель.